# 織ネーム
織ネーム（おりネーム）は衣料品などについている会社名・制作者名や服のサイズなどをデザイン化し、タグ状にしたものである。

## 種類
- 平織(ひらおり)
- 綾織(あやおり)
- 朱子織(しゅすおり)
- 裏朱子織(うらしゅすおり)
- ベタ織
- 高密度織
- 防縮織

## シェア
織ネームの全国シェア1位(80%)を誇るのが福井県坂井市丸岡町である。続いて石川県小松市が全国シェア2位となっている。